# Polygala sfikasiana
Polygala sfikasiana är en jungfrulinsväxtart som beskrevs av Kit Tan. Polygala sfikasiana ingår i släktet jungfrulinssläktet, och familjen jungfrulinsväxter. Inga underarter finns listade i Catalogue of Life.